# تعطيل الابتكار
تعطيل الابتكار هي مشكلة عامة في مجموعات العصف الذهني. ويقصد بتعطيل الابتكار اتجاه أحد الأشخاص لتعطيل أو تثبيط الآخرين أثناء المناقشات الجماعية. فعلى سبيل المثال، عندما يكون ستة أشخاص في مجموعة وكان أحدهم يتحدث حول فكرته فهو «يعطل» بقية الأشخاص الخمسة عن تقديم أفكارهم الابتكارية أو يعيقهم عن ذلك. فقد لا يكون أمامهم الوقت للتفكير في فكرة ما، أو قد تتشتت أفكارهم أو ينسون الفكرة قبل أن تتاح لهم فرصة مشاركتها مع الآخرين. وتزداد حدة مشكلة تعطيل الابتكار بزيادة عدد أفراد المجموعة.
إن تعطيل الابتكار ليس هو التسكع الاجتماعي نظرًا لكونه عائقًا إدراكيًا أو شعوريًا، وليس عائقًا تحفيزيًا.